# Pascal Laugier
Pascal Laugier (Valàuria, 16 d'octubre de 1971) és un guionista i director de cinema francès especialitzat en pel·lícules de terror.

## Biografia

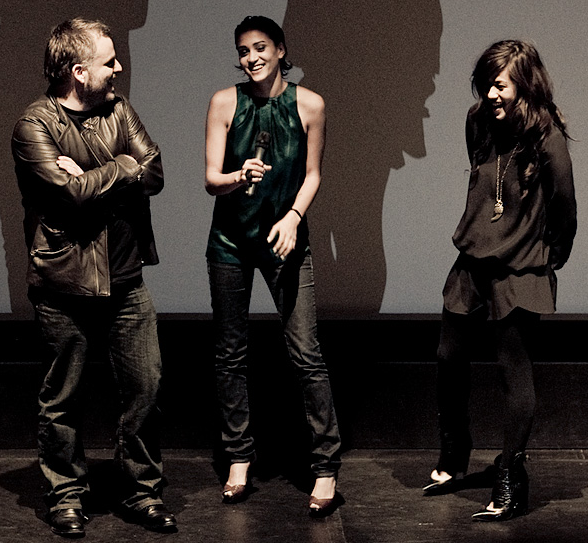
Pascal Laugier amb Morjana Alaoui i Mylène Jampanoï en la presentaciño de Martyrs al Ryerson Theatre de Toronto el 2008

Després de l'escola de cinema a París, Pascal Laugier va fer moltes feines ocasionals i va aconseguir estalviar diners per rodar els seus curtmetratges. Aquesta implacabilitat li va valer l'atenció de Christophe Gans que li va demanar que dirigís el making-of de la seva pel·lícula El pacte dels llops (2001). A partir de l'èxit de la pel·lícula i del making-of, la qualitat documental del qual va ser elogiada, Pascal Laugier va donar el pas i el 2004 va dirigir el seu primer llargmetratge, Saint Ange, una pel·lícula que combina terror i fantasia. en el qual dirigeix Virginie Ledoyen i Lou Doillon. Malgrat el seu relatiu fracàs comercial, la pel·lícula va ser discretament elogiada per la crítica com a "promedora".
L'any 2008 va crear polèmica amb el seu segon llargmetratge Martyrs, rodat al Canadà, que, per la seva violència extrema i ultrarealista, va ser prohibit inicialment per als menors de 18 anys. Després d'una revisió per part de la Comissió de Classificació, l'accés es va limitar finalment només als menors de 16 anys amb una advertència, que va permetre a la pel·lícula una millor distribució.
Durant sis mesos va treballar en el reboot de Hellraiser, però la seva versió va ser rebutjada pels estudis Weinstein. Després es va dedicar a L'home de les ombres, una pel·lícula que havia escrit abans de Martyrs, però que no va poder fer en aquell moment. De fet, s'estimava que el pressupost era superior al de Saint Ange.
El 2015 va signar el seu primer videoclip: la cançó City of Love de Mylène Farmer, extreta de l'àlbum Interstellaires. El vídeo amb la seva atmosfera horrorosa i poètica fa referència a diverses obres de cinema fantàstic i pel·lícula de terror: Psicosi i Els ocells d'Alfred Hitchcock, Cabal de Clive Barker, la temporada 5 d'American Horror Story i també El laberinto del fauno de Guillermo del Toro o Edward Scissorhands de Tim Burton.
La seva pel·lícula Ghostland va guanyar el Premi del Públic, el Premi Syfy del Jurat i el Gran Premi al Festival Internacional de Cinema Fantàstic de Gérardmer el 2018.
El desembre de 2016, durant el rodatge de Ghostland, Pascal Laugier va demanar a l'actriu Taylor Hickson, llavors de 19 anys d'edat, que donés un cop de puny contra una finestra i afirma que no era perillós. Tot i que l'actriu compleix les exigències del director, la finestra es trenca i causa una greu lesió al coll i a la cara de l'actriu, que requerirà 70 punts, i deixa a Taylor Hickson una cicatriu permanent al costat esquerre de la seva cara, que es pot veure a les diferents pel·lícules i sèries en què ha protagonitzat des de llavors (com ara Motherland: Fort Salem). El 2018, Taylor Hickson va iniciar un procediment legal contra la productora de la pel·lícula, Incident Productions Inc., que el 2019 "fou declarada culpable de no garantir la seguretat i el benestar d'un treballador en virtut de la Llei de seguretat i salut laboral" i va ser multada amb $40.000 per la província de Manitoba per l'incident.

## Filmografia

### Com a director i guionista
Curtmetratges
- 1993 : Tête de citrouille
- 2001 : 4e sous sol

Llargmetratges
- 2004 : Saint Ange
- 2008 : Martyrs
- 2012 : L'home de les ombres
- 2018 : Ghostland

Clip musical
- 2015 : City of Love de Mylène Farmer

Making of
- 2001 : El pacte dels llops de Christophe Gans

#### Sèries de televisió
- 2012 : XIII, la série, episodi 10 de la 2a temporada Black Widow
- 2020 : Ils étaient dix (minisèrie M6)